# خط ۵ متروی تهران

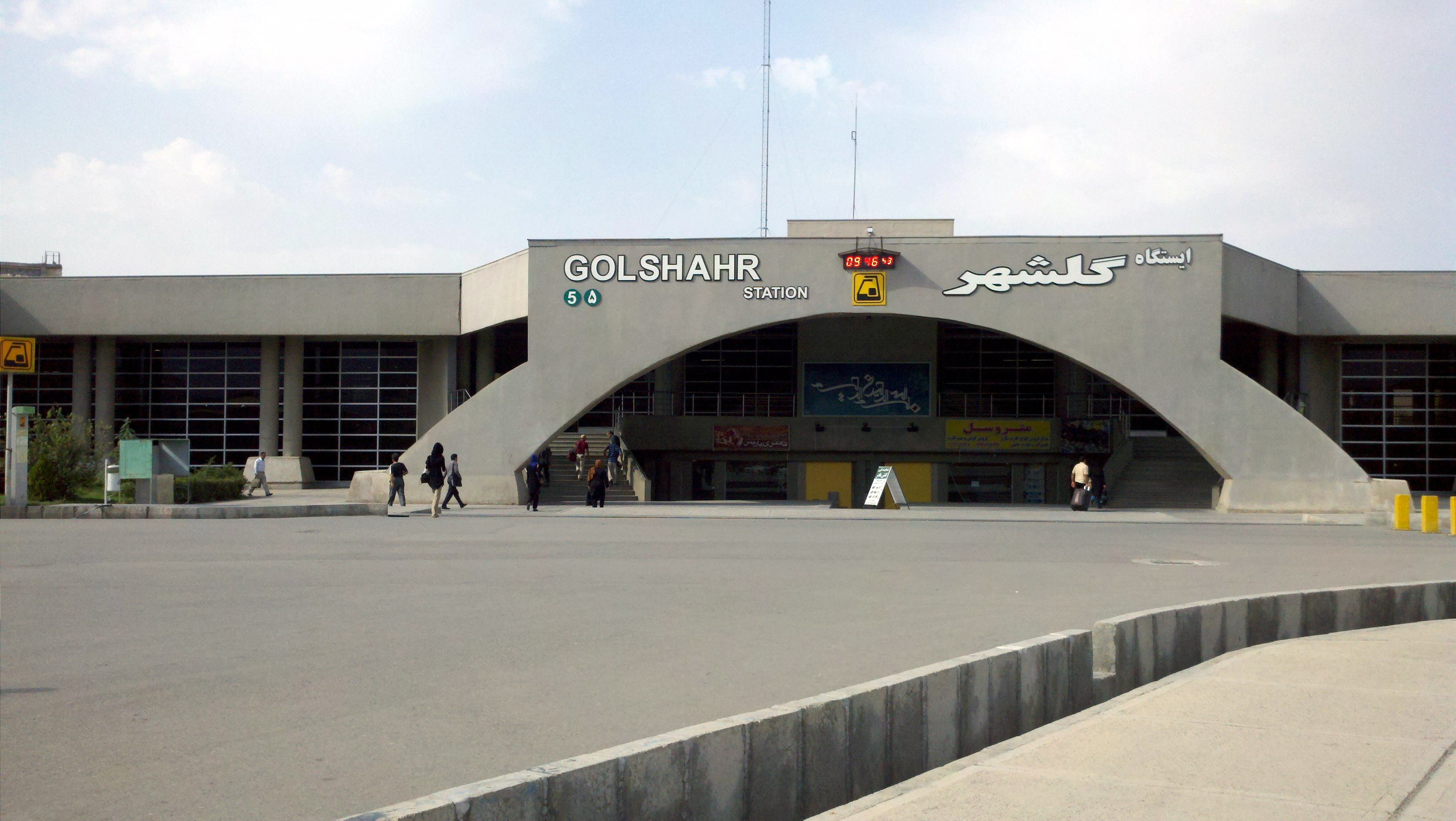
ایستگاه مترو گلشهر کرج

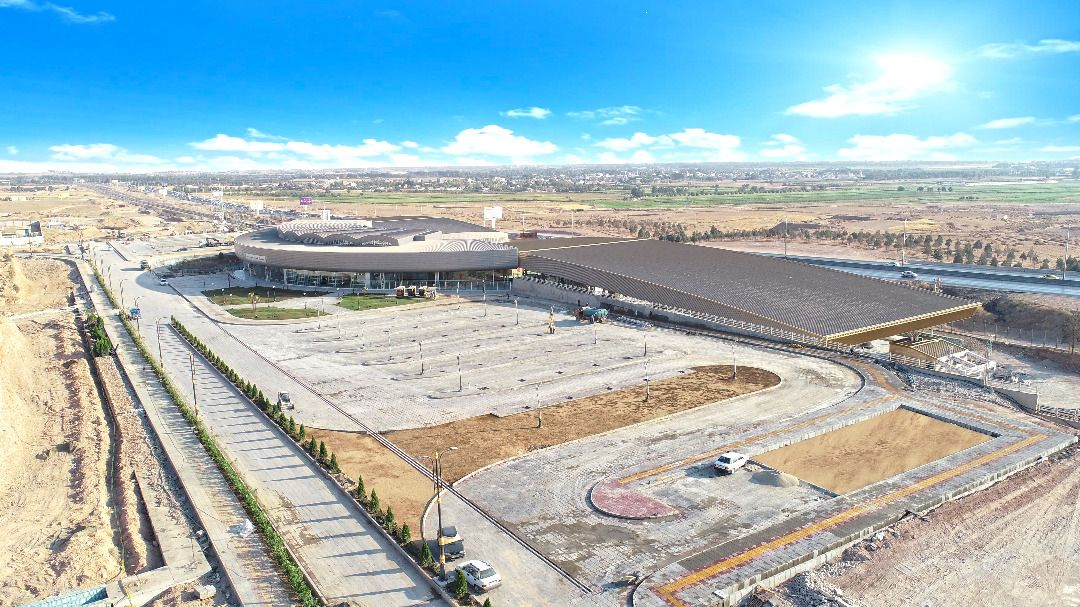
ایستگاه مترو شهر جدید مهستان

خط ۵ مترو تهران یکی از خطوط برون‌شهری مترو تهران است که دارای ۶۷٫۵ کیلومتر طول و با ۱۳ ایستگاه نخستین خط مترو بهره‌برداری شده در کشور است.
این خط از ایستگاه مترو صادقیه نخستین ایستگاه در خط پنج و خط ۲ مترو تهران واقع در ضلع جنوب غربی فلکه دوم صادقیه شروع و در ایستگاه مترو شهر جدید مهستان واقع در شهر جدید مهستان به پایان می‌رسد.
این خط در سال ۱۳۷۷ ابتدا بین دو ایستگاه مترو صادقیه و مترو کرج به بهره‌برداری رسیده بود. در سال‌های بعد به تدریج ایستگاه‌های دیگر خط افتتاح شد.
طرح توسعه خط ۵ به سمت غرب از ایستگاه مترو گلشهر به شهر جدید مهستان به طول ۲۵٫۸ کیلومتر در تاریخ ۱۰ دی ۱۳۹۸ با حضور حسن روحانی رئیس‌جمهور وقت افتتاح گردید.
همچنین ایستگاه مترو ماموت توسط استاندار البرز در ۱ مهر ۱۴۰۲ افتتاح و به بهره‌برداری رسید.
هفت ایستگاه پایانی این خط، از طرف سازمان حمل‌و‌نقل ریلی کرج به عنوان خط ۱ مترو کرج نیز نامبرده شده‌است.
بزودی خط ۵ به شهر قزوین توسعه می‌یابد.

## ایستگاه‌ها
| شماره | نام ایستگاه       | تقاطع         | آدرس                                                          | شروع به‌کار |
| ----- | ----------------- | ------------- | ------------------------------------------------------------- | ---------- |
| ۱     | تهران (صادقیه)    |               | بزرگراه محمدعلی جناح، خیابان سازمان آب                        | ۱۳۷۷       |
| ۲     | ارم سبز           |               | ضلع جنوبی پارک ارم                                            | ۱۳۸۶       |
| ۳     | ورزشگاه آزادی     |               | ضلع جنوبی مجموعه ورزشی آزادی                                  | ۱۳۸۹       |
| ۴     | چیتگر             | ۹ 9 و         | کیلومتر ۸ آزادراه تهران-کرج، بلوار کوهک                       | ۱۳۸۴       |
| ۵     | ایران خودرو       |               | کیلومتر ۱۴ آزادراه تهران-کرج، شهرک پیکان‌شهر                   | ۱۳۸۳       |
| ۶     | وردآورد           |               | کیلومتر ۱۶ آزادراه تهران-کرج، خیایان داروپخش                  | ۱۳۷۷       |
| ۷     | گرم‌دره            | (متروی کرج)   | کیلومتر ۲۳ آزادراه تهران-کرج، جنب اردوگاه آموزشی قدس          | ۱۳۸۷       |
| ۸     | اتمسفر            |               | کیلومتر ۲۷ آزادراه تهران-کرج، کارخانه اتمسفر                  | ۱۳۸۵       |
| ۹     | کرج               | و (متروی کرج) | کرج، پل شهید سلطانی (پل فردیس)، ابتدای جاده ملارد             | ۱۳۷۷       |
| ۱۰    | محمدشهر           | (متروی کرج)   | کرج، پایانه شهید کلانتری                                      | ۱۳۸۹       |
| ۱۱    | گلشهر             | (متروی کرج)   | کرج، ۴۵ متری گلشهر، خیابان اختر غربی                          | ۱۳۸۳       |
| ۱۲    | شهید فخری‌زاده     |               | آزادراه کرج-قزوین، مابین کارخانه آرد ستاره کردان و شرکت ماموت | ۱۴۰۲       |
| ۱۳    | شهید قاسم سلیمانی |               | شهر جدید مهستان (هشتگرد)، میدان فراجا                         | ۱۳۹۸       |
| ۱۴    | شهرک صنعتی کاسپین |               |                                                               |            |
| ۱۵    | آبیک              |               |                                                               |            |
| ۱۶    | محمدیه            |               |                                                               |            |
| ۱۷    | قزوین             |               |                                                               |            |

## گسترش
مترو هشتگرد-قزوین گسترش مهم خط ۵ مترو تهران است که در ادامه مسیر مترو گلشهر-هشتگرد گسترش می‌یابد. صرفه‌جویی و کاهش میزان مصرف سوخت تا ۴۰ درصد، کاهش حجم ترافیک آزادراه قزوین-تهران، جلوگیری از تصادفات و خسارت‌های سنگین مالی و جانی، کاهش ترددهای خودرویی به تهران، انتقال دفاتر شرکت‌ها و کارخانه‌ها از پایتخت به قزوین و انتقال بخش مهمی از پایانه‌های غرب و آزادی تهران از جمله ویژگی‌هایی است که به اجرای این طرح ضرورت می‌بخشد. با اجرای این طرح در هر ساعت ۳۵۰۰ شهروند از مترو استفاده می‌کنند و طبیعتاً ضمن اینکه از مهاجرت ناخواسته به پایتخت جلوگیری می‌شود شاهد کاهش آلودگی و شکل‌گیری اقتصاد سبز نیز در کشور خواهیم بود. کمک به تهران در مواقع بحران و بلایای طبیعی، رونق اقتصادی کاهش ۲ الی ۵ برابری هزینه سفرهای عمومی و صرفه‌جویی در زمان و جایگزینی نیروی برق به جای سوخت فسیلی را از دیگر مزیت‌های مهم خط انتقال مترو به قزوین است.
قدمت پروژه مترو هشتگرد به قزوین را می‌توان از دهه هشتاد و در دولت نهم و دهم دانست. درخواست اجرای این طرح در دومین سفر استانی دولت احمدی نژاد به استان قزوین در سال ۸۸ مطرح شد و در همین سفر انجام کار مطالعاتی بر روی پروژه به عنوان مصوبه سفر در دستور کار قرار می‌گیرد و در نهایت پس از انجام کار مطالعاتی از سوی دانشگاه اصفهان اجرای این طرح به طول ۷۵ کیلومتر و با اعتباری بالغ بر ۳ هزار و ۵۷۰ میلیارد ریال وارد فاز عملیاتی می‌شود.
مقرر می‌شود ساخت این خط در ۵ ایستگاه نظرآباد، آبیک، شهرک صنعتی کاسپین، محمدیه و در نهایت قزوین از سال ۸۹ آغاز و در یک بازه زمانی ۵ ساله به اتمام برسد.
با ادامه این روند، طرح با تغییراتی روبرو شده و در نهایت ۳۰ شهریور سال ۹۲ به طور رسمی خبر آغاز پروژه در ۷ ایستگاه و با مشارکت یک شرکت چینی اعلام شد اما در نهایت پروژه متوقف شد و هنوز هم متوقف است. دولت سیزدهم می‌کوشد تا این پروژه از اول شروع شود.